# Louis Boullogne
Louis (de) Boullogne,   o Boullongne o Boulogne, detto le vieux (il vecchio) (Parigi, 8 agosto 1609  – Parigi, 13 giugno 1674), è stato un pittore e incisore francese.

## Biografia
Padre di Louis Boullogne II e di Bon Boullogne, operò sia a Parigi, dove fu uno dei fondatori dell'Académie royale de peinture et de sculpture, che a Roma. Fu, inoltre, pittore del re di Francia. Collaborò con Charles Le Brun alla realizzazione di cartoni per la Manifattura dei Gobelins.
Si specializzò nella rappresentazione di soggetti storici. Sua caratteristica fu la grande abilità nella riproduzione di opere classiche, realizzate con grande somiglianza. Dipinse anche opere di propria ispirazione, come ad esempio San Paolo a Efeso, Il martirio di San Paolo e La presentazione di Gesù al tempio (Notre-Dame, Parigi).
Furono suoi allievi i figli Louis, Bon, Geneviève e Madeleine, Louis Galloche e Henri Mauperché.

## Alcune Opere
- Il martirio di San Simone in Persia, Notre-Dame, Parigi[7]
- San Paolo a Efeso, Notre-Dame, Parigi
- Il martirio di San Paolo, Notre-Dame, Parigi
- La presentazione di Gesù al tempio, Notre-Dame, Parigi

### Incisioni
- La flagellazione di Sant'Andrea[8]
- Artemide[8]
- La Carità romana[8]
- Il Cristo morto[8]
- Il rapimento di Elena[8]
- Il libro dei ritratti, 26 incisioni[8]
- Il martirio di San Paolo[8]
- Il miracolo di San Paolo a Efeso[8]
- Il martirio di San Pietro[8]
- Venere e gli amorini[8]
- La Vergine, 4 incisioni[8]